# Kasa Zaliczkowa w Przeworsku
Kasa Zaliczkowa i Urząd Podatkowy w Przeworsku - budynek w Przeworsku, przy ul. Krakowskiej 11 (w chwili wzniesienia ul. Kolejowa).

## Historia
Obiekt wzniesiony w 1900 przez powstałe 8 lipca 1897 Towarzystwo Zaliczkowe w Przeworsku jako siedziba tej organizacji. W budynku znajdował się również Urząd Podatkowy. Od 1934 obiekt mieścił Komendę Powiatową Policji Państwowej. W okresie II wojny światowej był siedzibą Policji Polskiej Generalnego Gubernatorstwa (tzw. "granatowej"). Obecnie w budynku znajduje się Bank Spółdzielczy w Przeworsku.

## Architektura
Budynek wzniesiony na rzucie prostokąta. Charakteryzuje się bogatym zdobieniem fasady. Elewację dekoruje boniowanie. Obiekt zdobią obramienia okien, gzymsy i pilastry. Środkowy ryzalit wieńczy trójkątny naczółek z płaskorzeźbą orła polskiego i datą "1900". We wnętrzu zachowało się wiele elementów wyposażenia.